# Battlefield 1
A Battlefield 1 (röviden BF1) first-person shooter videójáték, melyet az EA DICE fejlesztett és az Electronic Arts jelentetett meg. A neve ellenére ez a tizenötödik kiadása a Battlefield sorozatnak. A játék 2016. október 21-én jelent meg Microsoft Windows, PlayStation 4 és Xbox One platformokra.

## Játékmenet
Hasonló a sorozat többi részéhez és az előző epizódhoz, a Battlefield 4-hez. A Battlefield 1 is first-person shooter játék, ami hangsúlyozza a csapatmunkát. A játék az első világháborúban játszódik és történelmi eseményeket mutat be. Tolózáras puskát, automata és félautomata gépkarabélyt, ágyút és lángszórót használhatnak a játékosok harc közben. A közelharcot átdolgozták, új közelharci fegyverek kerültek a játékba, mint például a szablya, a buzogány és a lapát. Ezeket a közelharci fegyvereket két csoportba osztották: könnyű és nehéz. A játékosok páncélozott járműveket, könnyű és nehéz tankokat, páncélozott teherautót, kétfedelű repülőgépet, csatahajót és zeppelint irányíthatnak, ezen kívül lovakkal is utazhatnak a csatába. A környezet elpusztítható, új, testreszabott fegyverek, az előző részből néhány funkció visszatért.
Daniel Berlin, a játék tervezője szerint nagyobb és nyitottabb környezetű lett a kampánymód, mint az előző részben, és a játékosok több különböző szereplőt is irányíthatnak.
A többjátékos módban akár 64 játékos is játszhat egy időben.